# Курганне (селище)
Курганне — селище в Україні, у Вільхуватській сільській громаді Куп'янського району Харківської області. Населення становить 162 осіб. До 2020 орган місцевого самоврядування — Федорівська сільська рада.

## Географія
Селище Курганне знаходиться на одному з витоків річки Великий Бурлук, на річці зроблена загата. Нижче за течією за 2 км розташоване село Малий Бурлук. За 2 км проходить автомобільна дорога Т 2104.

## Історія
1923 — дата заснування.
До 2016 року село носило назву Піонер.
12 червня 2020 року, відповідно до Розпорядження Кабінету Міністрів України № 725-р «Про визначення адміністративних центрів та затвердження територій територіальних громад Харківської області», увійшло до складу Вільхуватської сільської громади.
19 липня 2020 року, в результаті адміністративно - територіальної реформи та ліквідації Великобурлуцького району, селище увійшло до складу Куп'янського району Харківської області

## Економіка
- В селищі є молочно-товарна і птахо-товарна ферми.

## Відомі мешканці
Корочанська Єфросинія Сидорівна (1917—не пізніше 2008 ) — герой соцпраці, похована у селищі.